# مرگ ماهیان

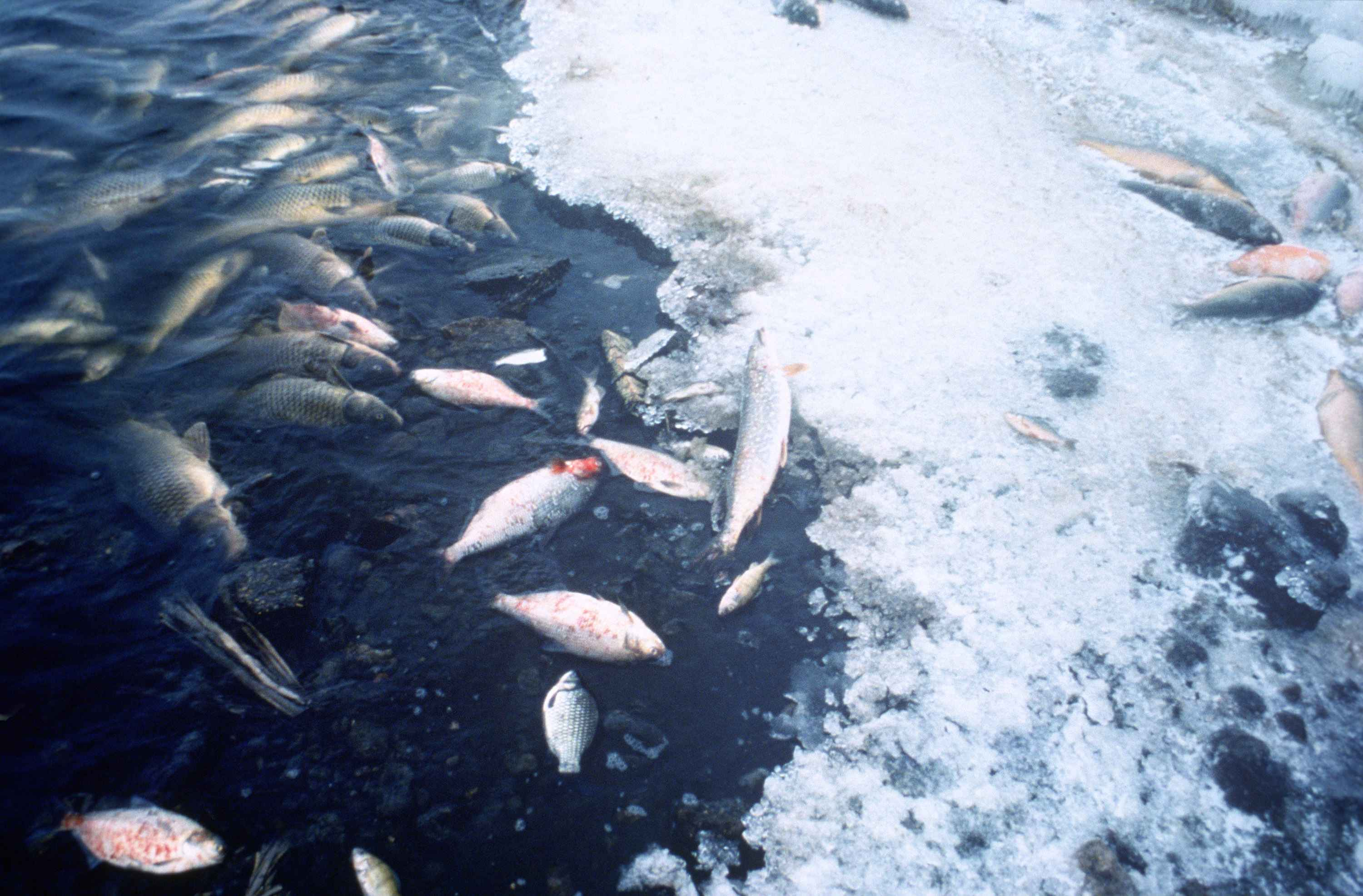
دلایل زیادی برای مرگ ماهیان وجود دارد، اما کاهش اکسیژن شایع‌ترین علت است.

مرگ ماهیان یا مرگ و میر ماهیان یا کشتن ماهیان (به انگلیسی: Fish kill) نیز شناخته می‌شود، به مرگ محلی (عمدی یا غیرعمدی) جمعیتی از ماهیان اشاره دارد که ممکن است با مرگ و میر عمومی‌تر آبزیان همراه باشد. شایع‌ترین علت کاهش اکسیژن در آب است که به نوبه خود ممکن است به دلیل عواملی مانند خشکسالی، شکوفایی جلبک‌ها، افزایش جمعیت یا افزایش پیوستهٔ دمای آب باشد. بیماری‌های عفونی و انگل‌ها نیز می‌توانند سبب کشتن ماهی شوند. مسمومیت یک علت واقعی اما بسیار کمتر شایع برای کشتن ماهیان است.